# Парагога
Парагога (др.-греч. παραγωγή) — добавление звука или слога к концу слова; эпентеза, возникающая на конце слова в целях облегчения произношения на стыке слов. Некоторые языки прошли через парагогу как через звуковое изменение, и поэтому современные формы длиннее, чем исторические формы, от которых происходят первые. Например, итальянское sono 'Я есмь', от
латинского sum.
В риторике парагогой называется фигура речи, разновидность метаплазма.